# Lavey-Morcles
Pour les articles homonymes, voir Lavey.
Lavey-Morcles est une commune suisse du canton de Vaud, située dans le district d'Aigle. À Lavey-les-Bains se trouvent des bains thermaux.

## Géographie
Lavey-Morcles se situe dans le canton de Vaud, dans le district d'Aigle, sur la rive droite du Rhône, en face de Saint-Maurice. Depuis la fusion en 1852 de Lavey et de Morcles, la commune comprend les localités de Lavey-Village, Lavey-les-Bains, Eslex et Morcles.
Le territoire de Lavey-Morcles s'étend sur 14,19 km2. Lors du relevé de 2013-2018, les surfaces d'habitations et d'infrastructures représentaient 5,8 % de sa superficie, les surfaces agricoles 17,9 %, les surfaces boisées 63,3 % et les surfaces improductives 12,6 %.

## Toponymie

### Lavey
Le village de Lavey est attesté en tant que « alauer » en 1051, « Lavetum » en 1189 et « Laveto » en 1254 et 1255. L'origine du nom n'est pas certaine. Il pourrait être tiré du francoprovençal « lāva » signifiant « pierre plate » ou « pierre polie », avec le suffixe latin « -ētum », « lieu où se trouve une foule d'objets du même type ».

### Morcles
Le village de Morcles est attesté comme « Morcles » en 1043, 1239 et 1255. L'origine du nom n'est pas certaine. Il est possible qu'il vienne du francoprovençal « morra » signifiant « rocher proéminent », « tas de pierre » ou « pointe arrondie ».

## Histoire
D'abord rattaché à la commune de Saint-Maurice et à sa paroisse, Lavey devient autonome à la fin du XVe siècle et, quelques années plus tard, adopte la réforme et s'unit à la paroisse de Bex. Autonome jusqu'en 1852, la commune de Morcles fusionnera, dès cette date, avec celle de Lavey en raison de problèmes de gestion.
Avec Saint-Maurice, Lavey-Morcles occupe un verrou glaciaire constituant la porte d'entrée naturelle de la vallée du Rhône dans les Alpes. Ce passage principal est emprunté depuis l'Antiquité. Successivement, les Celtes, les Romains, les Lombards, les Sarrasins et ainsi de suite jusqu'au passage de Bonaparte en 1800 se sont disputé ce cheminement. Sous l'impulsion de  G.-H. Dufour, les premières fortifications, encore visibles aujourd'hui, sont construites en 1831. Elles se développeront de manière continue à Lavey et Saint-Maurice, puis dès 1892 à Savatan et Dailly. Le Fort de Savatan est occupé depuis 2004 par l'Académie de police de Savatan.
La présence militaire sur le territoire communal s'est alors affirmée, les fonctionnaires fédéraux obtenant même la majorité absolue au législatif en 1904, ce qui provoquera la démission en bloc de la Municipalité bourgeoise et la mise sous régie du Conseil d’État pendant quelques années.

## Population

### Gentilé et surnom
Les habitants de la commune se nomment les Laveysans.
Ils sont surnommés les Rocans (au sens de mendiants en patois vaudois),.

### Démographie

#### Évolution de la population
Lavey-Morcles compte 1 022 habitants au 31 décembre 2023 pour une densité de population de 72 hab/km2. Sur la période 2010-2019, sa population a augmenté de 7,9 % (canton : 12,9 % ; Suisse : 9,4 %).  

#### Pyramide des âges
En 2020, le taux de personnes de moins de 30 ans s'élève à 31,7 %, au-dessous de la valeur cantonale (35 %). Le taux de personnes de plus de 60 ans est quant à lui de 27,2 %, alors qu'il est de 21,9 % au niveau cantonal.
La même année, la commune compte 461 hommes pour 483 femmes, soit un taux de 48,8 % d'hommes, inférieur à celui du canton (49,1 %).
| Hommes | Classe d’âge | Femmes |
| ------ | ------------ | ------ |
| 0,4    | 90 ans ou +  | 1,9    |
| 5,9    | 75 à 89 ans  | 8,1    |
| 16,9   | 60 à 74 ans  | 21,1   |
| 18,9   | 45 à 59 ans  | 20,9   |
| 22,6   | 30 à 44 ans  | 20,1   |
| 15,4   | 15 à 29 ans  | 12,8   |
| 20,0   | - de 14 ans  | 15,1   |

| Hommes | Classe d’âge | Femmes |
| ------ | ------------ | ------ |
| 0,5    | 90 ans ou +  | 1,4    |
| 6,1    | 75 à 89 ans  | 8,2    |
| 13,3   | 60 à 74 ans  | 14,3   |
| 21,5   | 45 à 59 ans  | 21,2   |
| 22,0   | 30 à 44 ans  | 21,4   |
| 19,6   | 15 à 29 ans  | 18,0   |
| 16,9   | - de 14 ans  | 15,5   |

## Héraldique
| Blason | Blasonnement : « De sinople au coq hardi et chantant d'argent, becqué, crêté, barbé et membré de gueules. » |